# Отнурок (деревня)
Отну́рок (баш. Отнурок) — деревня в Белорецком районе Башкортостана России, относится к Нурскому сельсовету.

## Географическое положение
Находится в слабозаселённой лесной местностиЮ у западного подножия горы Отнурок, в 10 км к северо-западу от города Белорецка. Расположена на левом берегу реки Нуры и правых берегах рек Левый Отнурок и Средний Отнурок в месте их слияния.
Через деревню проходит местная автодорога из Белорецка в село Отнурок в 5 км к западу, выше по Нуре.

## История
В 1952 году кордон, входящий в Журавлинский сельсовет. В 1986 году кордон исключен из учетных данных указом Президиума Верховного Совета Башкирской АССР от 12.12.1986 года № 6-2/396 «Об исключении из учетных данных некоторых населенных пунктов»).
Населённый пункт вновь образован в 2005 году в статусе деревни.

## Население
| 2002 | 2009 | 2010 |
| ---- | ---- | ---- |
| 0    | ↗4   | ↗5   |